# Sainte-Agathe-d'Aliermont
Sainte-Agathe-d’Aliermont là một xã thuộc tỉnh Seine-Maritime trong vùng Normandie miền bắc nước Pháp.

## Dân số
| 1962                                            | 1968 | 1975 | 1982 | 1990 | 1999 | 2006 |
| ----------------------------------------------- | ---- | ---- | ---- | ---- | ---- | ---- |
| 215                                             | 234  | 256  | 247  | 257  | 291  | 306  |
| Starting in 1962: Population without duplicates |      |      |      |      |      |      |